# Elena Ribera i Garijo
Elena Ribera i Garijo (Pont de Suert, Alta Ribagorça, 30 d'abril de 1958) és una advocada i política catalana, diputada al Parlament de Catalunya en la VII, VIII, IX i X Legislatures i al Congrés dels Diputats en la XI legislatura.

## Biografia
Llicenciada en dret per la Universitat de Barcelona, té un diploma d'estudis de dret civil català, ha fet cursos de doctorat a la Facultat de Dret de la Universitat de Barcelona i ha cursat estudis de preparació de les oposicions per al títol de notària. Ha exercit l'advocacia i la docència en diverses universitats i ha fet recerca universitària. És membre del Col·legi d'Advocats de Girona.
És membre fundadora a l'Estat espanyol i representant delegada a Catalunya de l'Associació Internacional sobre el Dret i la Política de l'Educació, membre d'Unicef i membre col·laboradora de l'emissora de ràdio Ona Pau Girona. També pertany a l'Associació d'Amics de l'Escala i a l'Associació d'Amics del Nucli Antic del Pont de Suert. És sòcia del Grup Excursionista i Esportiu Gironí (GEiEG) i membre del Grup Empresa Ribagorçana (GER).
Va ser militant d'Unió Democràtica de Catalunya (UDC) i membre del Consell Nacional d'aquest partit i del de Convergència i Unió (CiU). Ha estat secretària de la Comissió Jurídica Assessora del Comitè de Govern i del Consell Nacional d'UDC, copresidenta de la Mesa del Congrés d'UDC (2000 i 2002), secretària de Política Municipal del Comitè de Govern d'UDC i membre del Comitè Executiu Intercomarcal de Girona d'UDC. Ha estat delegada territorial de Justícia a Girona (2000-2002), directora general de Mesures Penals Alternatives i Justícia Juvenil del Departament de Justícia (2002) i coordinadora del Programa de Reglamentació Orgànica i Execució de la Secretaria Sectorial d'Execució Penal del Departament de Justícia (2002-2003). Ha estat diputada a les eleccions al Parlament de Catalunya de 2003, 2006, 2010 i 2012. Ha estat escollida diputada per Girona en la llista de Democràcia i Llibertat a les eleccions generals espanyoles de 2015.